# 毛柄秋海棠
毛柄秋海棠（学名：Begonia eiromischa），是马来西亚特有及灭绝的一种秋海棠属植物。它们仅有两具于1886年和1898年在槟城勿洞岛采集到的标本。其栖息地已由于伐木和耕种被完全摧毁，现时已有一百余年未见到它们。尽管对其进行了广泛的搜索和调查，但仍未能发现它们。于2007年，毛柄秋海棠被国际自然保护联盟宣告灭绝。